# HMS Blake (C99)
HMS Blake (C99) là một tàu tuần dương trực thăng và chỉ huy thuộc lớp Tiger, là chiếc tàu tuần dương cuối cùng của Hải quân Hoàng gia Anh Quốc. Nó được đặt tên theo vị Đô đốc Anh vào thế kỷ 17 Robert Blake, "Người Cha đẻ của Hải quân Hoàng gia".

## Thiết kế và chế tạo
Blake được đặt hàng vào năm 1942 như một tàu tuần dương hạng nhẹ thuộc lớp Minotaur. Chúng chỉ có một mức độ ưu tiên thấp trong chế tạo, do áp lực cần có các kiểu tàu chiến khác trong Chiến tranh Thế giới thứ hai, đặc biệt là tàu chống tàu ngầm. Blake được đặt lườn vào năm 1942. Đến năm 1944, nó được đổi tên thành Tiger, rồi đổi trở lại thành Blake vào năm 1945, năm mà nó được hạ thủy khi chỉ mới hoàn tất một phần, tại xưởng tàu của hãng Fairfield Shipbuilding and Engineering Company ở Govan, được đỡ đầu bởi Lady Jean Blake, phu nhân Phó Đô đốc Sir Geoffrey Blake. Việc chế tạo Blake bị ngừng lại vào năm 1946 và nó bị bỏ không tại Gareloch.
Vào năm 1954, việc hoàn tất Blake được tái tục, nhưng theo một thiết kế mới. Thiết kế của lớp Tiger được thông qua vào năm 1951, nhưng việc chế tạo chỉ được tiến hành trở lại từ năm 1954. Nó được trang bị pháo 6 inch hoàn toàn tự đ̣ộng trên những tháp pháo nòng đôi góc cao, mỗi khẩu có khả năng bắn 20 phát mỗi phút; và một dàn pháo hạng hai 3 inch hoàn toàn tự đ̣ộng bắn được 90 quả đạn mỗi phút cho mỗi khẩu. Nó không có vũ khí phòng không hạng nhẹ hay ống phóng ngư lôi. Hệ thống điều hòa nhiệt độ được trang bị suốt con tàu, cùng một hệ thống liên lạc điện thoại tự động 200 số. Mỗi khẩu đội 6 inch và 3 inch có hệ thống kiểm soát hỏa lực của riêng nó, kết nối với một bộ radar dành riêng. Ngày 18 tháng 3 năm 1961, cuối cùng Blake được đưa vào hoạt động cùng Hải quân Hoàng gia, là chiếc tàu tuần dương cuối cùng được đưa vào hoạt động. Chỉ hai năm sau đó, nó được đưa về lực lượng dự bị.

## Cải biến thành tàu tuần dương trực thăng
Từ năm 1965 đến năm 1969, Blake trải qua một đợt cải biến lớn để trở thành một tàu tuần dương trực thăng và chỉ huy. Việc tái cấu trúc bao gồm thay thế các tháp pháo 6 inch bằng một sàn đáp và hầm chứa dành cho bốn máy bay trực thăng; cùng các bệ phóng tên lửa Sea Cat. Nó cũng có các dàn radar mới và những ống khói cao hơn, cùng những thiết bị chỉ huy, kiểm soát và thông tin liên lạc tiên tiến, khiến nó hữu ích trong vai trò soái hạm của đội đặc nhiệm. Việc tái cấu trúc nó rất tốn kém; trong quá trình cải biến, một đám cháy lớn đã xảy ra gây nhiều thiệt hại và làm tăng thêm chi phí hơn nữa. Nhiều người tranh luận rằng kinh phí dùng để cải biến Blake cùng với con tàu chị em Tiger thành những tàu tuần dương trực thăng đã làm tiêu tốn nhiều nguồn lực, có thể được sử dụng tốt hơn trong những việc khác.
Vào năm 1969, Blake được bố trí đến Gibraltar cùng với các tàu chiến khác của Hải quân Hoàng gia để biểu dương lực lượng đáp trả lại thái độ thù địch của Tây Ban Nha sau khi tướng Francisco Franco đóng cửa biên giới Gibraltar-Tây Ban Nha. Cũng trong năm 1969 một chiếc máy bay phản lực cất hạ cánh thẳng đứng (VTOL) Harrier của Không quân Hoàng gia Anh đã hạ cánh trên chiếc Blake. Năm 1971, nó có mặt trong lễ hội đánh dấu Malta được độc lập, hỗ trợ cho chiếc tàu sân bay HMS Bulwark, và vào năm 1977 tham gia cuộc Duyệt binh Hạm đội của Hải quân Hoàng gia nhân kỷ niệm Ngân khánh (25 năm) đăng quang của Nữ hoàng Elizabeth II, diễn ra tại Spithead, địa điểm của nhiều cuộc Duyệt binh Hạm đội khác.

## Ngừng hoạt động
Chiếc tàu tuần dương hoạt động cùng với kiểu máy bay trực thăng Westland Wessex HAS MK3 thuộc Phi đội Không lực Hải quân 820 từ năm 1969, và sau đó là kiểu Westland Sea King cho đến khi Blake được rút khỏi phục vụ vào năm 1979, lúc nó là chiếc tàu chiến cuối cùng của Hải quân Anh bắn phát đạn pháo 6 inch sau cùng. Thủy thủ đoàn đông người đã khiến việc vận hành và bảo quản nó khá tốn kém. Blake được tái trang bị vào năm 1980, và do sự cắt giảm nhân sự quốc phòng đưa đến thiếu hụt biên chế, nó được đưa về hải đội dự bị tại Căn cứ Hải quân Hoàng gia Chatham. Sự kiện Chiến tranh Falklands nổ ra vào cuối tháng 3 năm 1982 đã đưa đến một sự khảo sát nhanh con tàu, và công việc được bắt đầu nhằm đưa nó cùng với chiếc tàu chị em Tiger hoạt động trở lại để phục vụ trong cuộc xung đột, nhưng công việc trên cả hai con tàu bị ngưng lại vào tháng 5, khi rõ ràng là không thể kịp hoàn tất chúng để bố trí hoạt động trong chiến tranh. Nó được bán cho hãng Shipbreaking (Queenborough) Ltd. vào ngày 25 tháng 8 năm 1982 để tháo dỡ với giá 210.000 Bảng Anh. Đến ngày 29 tháng 10 năm 1982, nó được kéo từ Chatham đến Cairnryan để tháo dỡ, đến nơi vào ngày 7 tháng 11 năm 1982. Chiếc chuông của Blake được bảo tồn và hiện đang được trưng bày tại Nhà thờ Saint Mary, Bridgwater. Nó là chiếc tàu tuần dương cuối cùng phục vụ cùng Hải quân Hoàng gia Anh khi nó ngừng hoạt động.